# Valentina Valente
Valentina Valente (Asti, 11 gennaio 1965) è un soprano italiana, prima Lulu italiana.

## Biografia
Studia giovanissima violino e canto, e si diploma al Conservatorio "N. Paganini" di Genova; studia con Elio Battaglia, frequentando la Scuola Superiore "Hugo Wolf" di Acquasparta.
Dopo aver vinto premi prestigiosi in concorsi internazionali, debutta con la filarmonica di Berlino interpretando Ksenija in Boris Godunov di Musorgskij, diretta da Claudio Abbado.
Prima interprete italiana di "Lulu" di Alban Berg, debutta il ruolo in lingua originale all'Opéra de Wallonie di Liège, che ripete al Massimo di Palermo con la regia di Mario Martone e all'Opera di Frankfurt.
Canta in opere di  Haendel, Monteverdi, Mozart, Cimarosa, Bellini, Donizetti, Offenbach, Puccini, Humperdinck, Menotti, Wolf-Ferrari, Petrassi, Zemlinsky, Nono, Dallapiccola, Corghi, Isang Yun, Claudio Ambrosini, Honegger, Weill-Brecht, Philip Glass, e in prime assolute come l'opera in quattro atti Oedipe sur la route, il cui ruolo di Antigone è stato scritto per lei da Pierre Bartholomée e Henry Bauchau (Edipo: José van Dam; cofanetto dvd Evidence) a La Monnaie/De Munt di Bruxelles, dopo il suo debutto in Lulu, e la prima esecuzione in Italia di "Lear" di Aribert Reimann con la regia di Luca Ronconi. Nel 2000, per il Tricentenario de La Monnaie/De Munt di Bruxelles, Valentina canta il monodramma per voce e 19 strumenti "Le reve de Diotime" scritto per lei da Pierre Bartholomée sempre su testo di Henry Bauchau (inciso per Cypres e premiato dalla rivista musicale francese Le Monde de la Musique con il Prix Choc e dalla rivista “Crescendo”). Collabora con l'Mdi ensemble: invitata da Ivan Fedele a Milano, Teatro dal Verme, interpreta Les mots di Marco Momi (inciso per Stradivarius) e debutta "Pierrot Lunaire" di Schönberg con la regia di Sylvano Bussotti. Interprete ideale dei capolavori vocali della seconda scuola viennese, porta in scena "Pierrot Lunaire in varie città italiane, curandone anche regia, scene e costumi (Torino, Unione Musicale, 2014; Cadaqués, Spagna 2017; Pinerolo, Accademia di Musica 2018; Ente Musicale di Nuoro 2019).
Ha cantato in teatri quali la Philharmonie Berlin, il Festival di Salisburgo, la Wiener Staatsoper, Tokyo Bunka Kaikan e NHK Hall a Tokyo, La Monnaie/De Munt a Bruxelles, Opera Royal de Wallonie a Liège, Oper Frankfurt, Teatro alla Scala di Milano, il Teatro di San Carlo di Napoli, Gran teatro La Fenice di Venezia, Petruzzelli di Bari, Teatro Massimo di Palermo, Bellini di Catania etc.

## Premi
- 1991, Premio Mozart al X Concorso Internazionale di Canto Belvedere di Vienna
- 1992, Primo Premio al Concorso Internazionale J. Gayarre a Pamplona [13]. Presidente della giuria è José Carreras.[13]
- 2008, Premio Choc di "Le Monde de la Musique" e menzione Joker di "Crescendo" per il disco "Ex Abrupto" di Pierre Bartholomée.[14]